# Oreobliton
Oreobliton es un género de plantas fanerógamas con tres especies pertenecientes a la familia Amaranthaceae. Comprende 3 especies descritas.

## Taxonomía
El género fue descrito por Durieu et Moq. y publicado en Rev. Bot. Recueil Mens. 2: 428. 1847. La especie tipo es: Oreobliton thesioides Durieu & Moq. ex Durieu. 

## Especies
| - Oreobliton cardosoi Boerl. ex A.Chev. - Oreobliton chenopodioides Coss. & Durieu - Oreobliton thesioides Durieu & Moq. ex Durieu. |